# Vozmistr

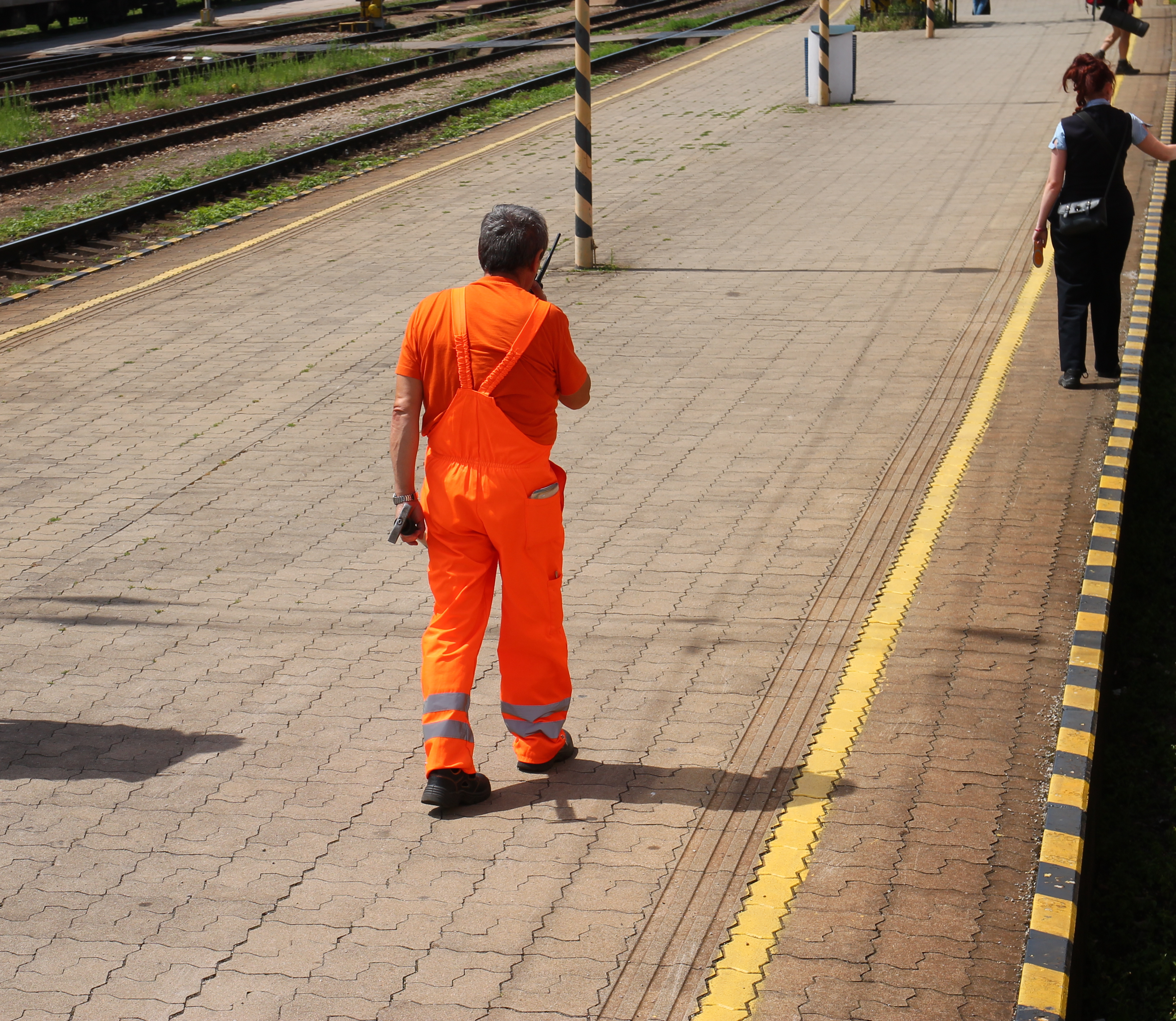
Vozmistr na nádraží v Žilině

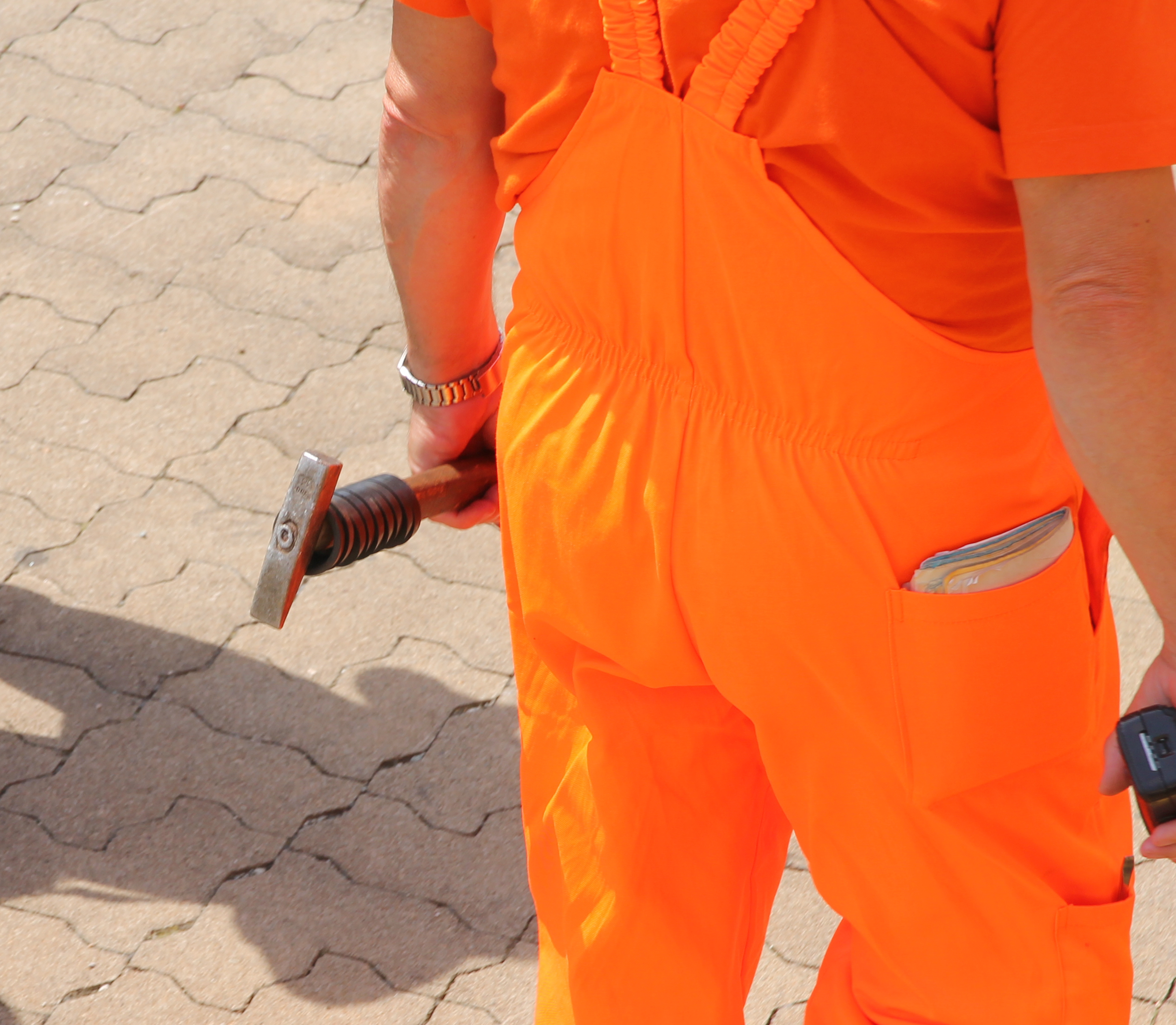
Vozmistr držící kontrolní kladívko na nádraží v Žilině

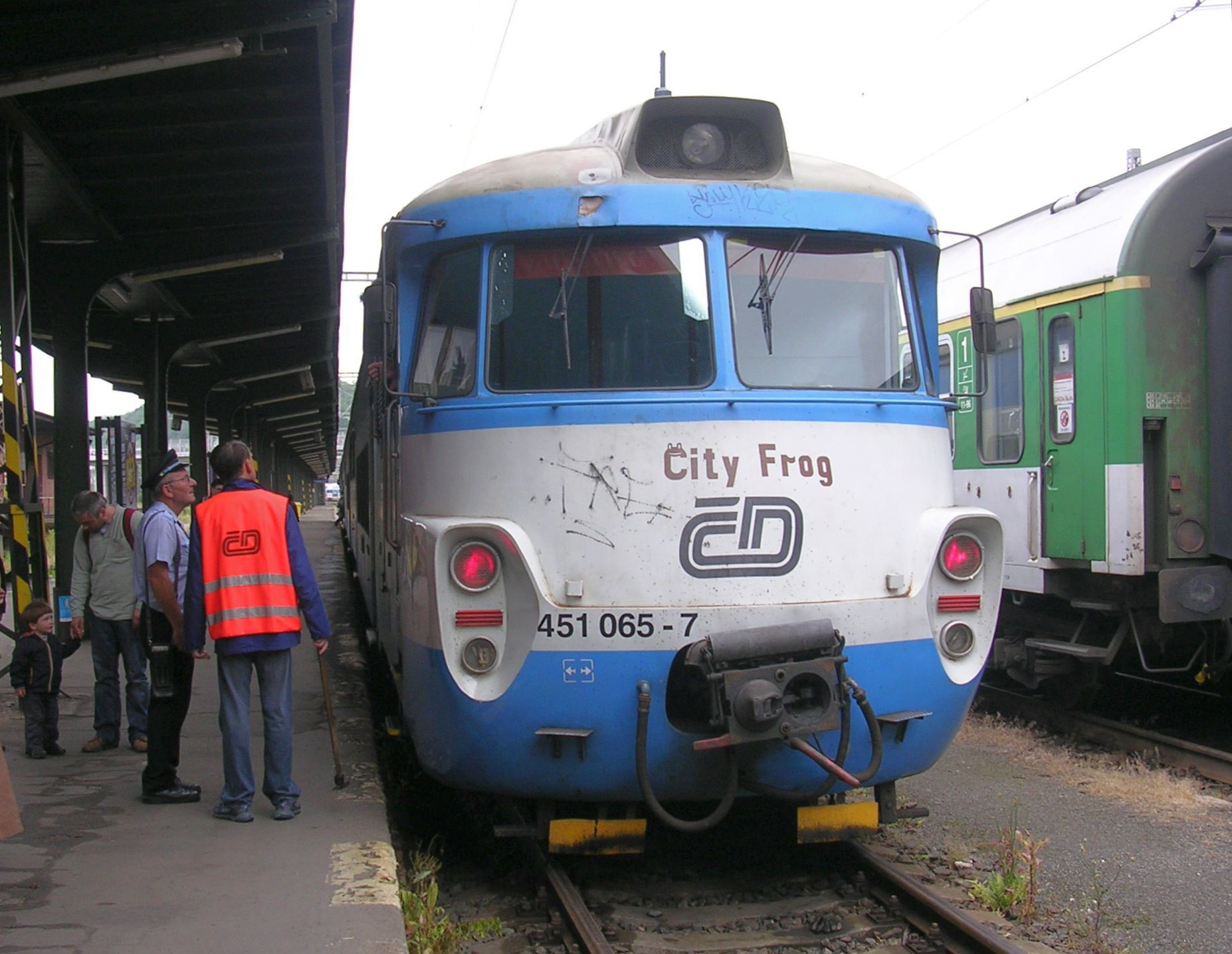
Vozmistr (ve výstražném oděvu s kladívkem) stojící s průvodčím (vlakvedoucím) na nástupišti u elektrické jednotky

Vozmistr (slangově koloťuk) je železniční zaměstnanec, který mj. provádí technickou prohlídku po sestavení vlakové soupravy, bez které nesmí souprava opustit stanici.

## Technická prohlídka vlakové soupravy

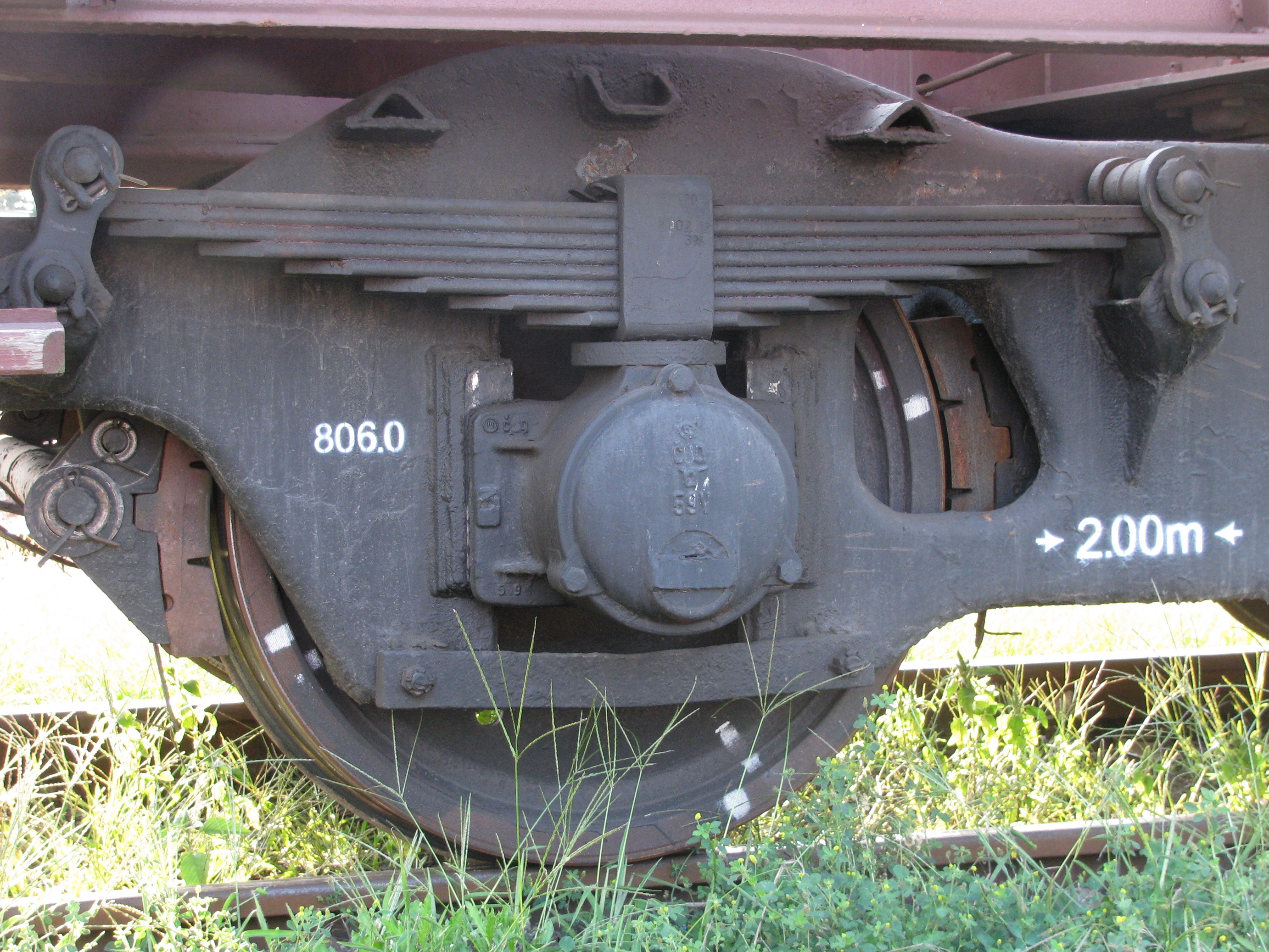
Příklad závady, na které se prohlídka soustřeďuje – uvolněné obruče obručových kol (viz vzájemně posunuté bílé značky). Vozmistr vůz s touto závadou vyřadí.

Při technické prohlídce vlakové soupravy se vozmistr zaměřuje zejména na:
- funkčnost a opotřebení brzd
- závady na podvozku
- upevnění nákladu včetně dodržení ložné míry
- kontrola bezzávadového stavu tažených vozidel (vagonů)
- obrys vozidel zařazených ve vlaku (musí vyhovovat průjezdnému profilu trati)
- funkci koncových světel (koncovek) vlaku
- u osobních vozů také topení, klimatizaci a osvětlení

Také provádí konečné technické prohlídky, když vlaková souprava zakončí jízdu v konečné stanici.
Dále provádí jednoduchý posun – přivěšení hnacího vozidla na vlak, odbavuje osobní i nákladní vlak tiskopisy k tomu určenými. Též to jsou prohlídky při přebírání vozů z opraven, z vleček od soukromých dopravců. Vozmistr zodpovídá vždy za technický stav železničních vozů a za funkčnost brzd na sestaveném vlaku, než vyjede na trať.
Povolání vozmistra je na železnici jedno z nejdůležitějších, co se týče bezpečnosti a kultury cestování, a je jedním ze základních pilířů v železniční dopravě. Nejenže má vozmistr zodpovědnost za technický stav vozů, za správnou funkci brzd a ostatních součástí vozů, což přímo souvisí s oním ťukáním do kol, ale má také zodpovědnost za bezpečnost cestujících a za kulturu cestování (čistota vozů, teplota interiéru, správná funkce všech dveří a oken, čistota vozu). Vozmistři v některých případech už řadí vozy (což bývala výhradně práce posunu), dělají drobné zámečnické práce, tisknou brzděnky a celkem často používají pro svou funkci nejen dlouhé kladivo, ale i počítače a různé tabulky a programy. K vykonávání této funkce je zapotřebí zodpovědný přístup k práci, protože jakákoli chyba by mohla znamenat ztráty na majetku, zdraví a životech cestujících. Dále je nezbytné mít rozsáhlé znalosti technického i provozního rázu a schopnost rychle se rozhodnout. Vozmistři také navštěvují několikrát ročně odborné školení ve specializovaných školících střediscích a každoroční lékařské prohlídky. Práci jim ztěžují projevy vandalismu (zejména sprejeři) a zloději. Vozmistři nemívají jen jedno místo působnosti, ale je běžná praxe, že se střídají mezi různými pracovišti, přičemž v každé stanici panují jiné staniční a provozní podmínky.

### Posouzení náročnosti profese
Profese vozmistr je jednou z rozhodujících profesí v železniční dopravě, a to jak z hlediska požadavků na úroveň duševních schopností (jako např. intelekt, pozornost, schopnost rychle a samostatně rozhodovat apod.), tak i fyzických dispozic. Je zcela zřejmé, že tuto profesi nemůže vykonávat kdokoliv, ale pouze takový jedinec, který splňuje tyto náročné požadavky stanovené zákonem č. 266/1994 Sb. O dráhách a prováděcí vyhl. MD ČR č. 101/1995 Sb. O zdravotní a odborné způsobilosti osob, provozujících dráhu a drážní dopravu.
Při definování náročnosti výkonu profese vozmistr se vychází z tzv. analytické metody, která byla aplikována např. při zpracování oborových příkladů pracovních činností. Tato metoda vychází ze souboru kritérií doporučených Mezinárodní organizací práce ILO pro hodnocení složitosti, odpovědnosti a náročnosti práce. Hodnotí především její náročnost a úroveň odborné přípravy, složitost vykonané pracovní činnosti nebo profese ve vztahu ke složitosti objemu vykonané práce, náročnost práce na její organizaci a řízení. Dále oceňuje odpovědnost za škody a bezpečnou práci, fyzickou, psychickou a intelektuální zátěž, včetně rizika prac. úrazů a tzv. zvláštní požadavky kladené na zaměstnance v oblasti mimořádných fyzických, smyslových, morálních a tvůrčích předpokladů pro výkon práce.

## Původ slova „koloťuk“
Pro kontrolu kol železničního podvozku používá vozmistr kladívko s dlouhou násadou. Poslechem tónu po úderu kladívka do podvozkového kola může vozmistr snadno určit, zda je dvojkolí v pořádku  a zdali je dvojkolí zabrzděné nebo odbrzděné. U starších železničních vozů byla kola složena ze dvou částí – na středu dvojkolí byla zastudena lisována obruč, která se mohla uvolnit a způsobit rozpad kola, což by mohlo vést až k vykolejení vozu. Dnes se poklepem kontroluje především zdali je dvojkolí zabrzděné při úplné zkoušce brzd a zdali po odbrzdění není brzdová zdrž stále přilehlá, dále upevnění rozsoch u dvojkolí.